# Hadselbroen
68°34′31″N 015°00′03″Ø / 68.57528°N 15.00083°Ø
Hadselbrua er en betonbro bygget efter frit frembyg-metoden, og går over Langøysundet mellem Langøya og Børøya i Nordland. Den er en del af riksvej 82. Sammen med Børøybroen knytter den Hadseløya til Langøya. Broen er 1.011 meter lang, det længste spænd er 150 meter, og gennemsejlingshøjden er 30 meter. Broen har 27 spænd. På begge sider af broen går vejen over lange dæmninger ind til øerne.
Hadselbroen blev åbnet 1. juli 1978, og er en af Vesterålsbroerne. Disse blev opført i 1970'erne som en del af et interkommunalt samarbejde mellem de berørte kommuner i Vesterålen og Statens vegvesen, og gav kommunerne færgefri vejforbindelse. Vesterålsbroerne blev i det væsentligste finansieret med bompenge.
Hadselbroen og de øvrige Vesterålsbroer blev projekteret af firmaet Aas-Jakobsen AS, Oslo.
De øvrige Vesterålsbroer er Sortlandsbroen, Kvalsaukan bro og Andøybroen. Hadselbroen var den sidste af disse som blev færdig.
Hadselbroen afløste færgeforbindelsen mellem Sandnes på Langøya og Stokmarknes, som havde været i drift siden 30. november 1948.

## Strid om broens placering
Hadsel kommune købte Børøya i 1963, og projekterede bolig- og industriområder på øen. Kommunen finansierede og byggede broen over til øen, som blev officielt åbnet 1. juli 1967.
Da broforbindelsen mellem Hadseløya og Langøya skulle planlægges, ønskede Hadsel kommune at broen skulle bygges lige over Langøysundet fra Børøya til Hov ved Sandnes på Langøya. Et andet alternativ var at bygge bro fra Skagen eller Bitterstad længere mod øst på Langøya, til Hadselhamn eller Andvågen øst for Stokmarknes. Hadsel kommune var negative til det forslag, da det ville lede trafikken udenom både Stokmarknes og Børøya. Forløbet som til sidst blev valgt, efter hed debat i Hadsel kommunestyre, gik fra Bitterstad på Langøya til Børøyas østside, og med vej over Børøya frem til Børøybroen. Striden om trasévalget forsinkede bygningen af Hadselbroen, så den blev færdig senere end de andre Vesterålsbroer.